# Фильерная пластина
Филье́рная пластина (фр. filière от fil – волокно, нить, проволока) — инструмент  из высокопрочного материала с коническим отверстием различной формы, используемый при волочении или экструзии. В настоящее время особо малые отверстия (диаметром от 2 до 0,006 мм) образуют лазерным лучом.
1. Закалённая металлическая плита с коническими отверстиями, с последовательным уменьшением; предназначена для волочения проволоки.
2. Деталь машины для формирования химических волокон (например, базальтового и стеклянного волокна) — колпачок или пластина с отверстиями. Обычно выполняется из высокопрочных нержавеющих сталей и твёрдых сплавов, обладающих  адгезионной и коррозионной устойчивостью  (например, никелевых или платино-родиевых).
3. Рабочий орган волочильных станов (фильера, фильерная/волочильная доска,  циайзен) — волока с одним волочильным глазком. Обычно выполняется из высокопрочных сталей и твёрдых сплавов. Фильеру для получения тонкой и тончайшей проволоки изготовляют из алмазных кристаллов, кристаллов сапфира или искусственных алмазов.
4. Формующий элемент плёночного или пищевого экструдера.